# هيئة المحطات النووية لتوليد الكهرباء (مصر)
هيئة المحطات النووية لتوليد الكهرباء هي هيئة حكومية عامة اقتصادية ذات طبيعة خاصة تتبع وزارة الكهرباء والطاقة المتجددة. أُنشأت الهيئة بموجب القانون رقم 13 لسنة 1976 وتعديلاته كهيئة عامة اقتصادية ذات طبيعة خاصة تتبع وزارة الكهرباء والطاقة المتجددة، وتكون بذلك الجهة  الوحيدة المختصة بإنشاء وتشغيل وصيانة وإدارة المحطات النووية في مصر، ويقع مقرها الرئيسي بمدينة القاهرة. وتمتلك الهيئة قدرات وطنية ذات كفاءات علمية وخبرات متراكمة لإنجاح مهامها.

## التشريعات المنظمة
- قانون رقم 13 لسنة 1976: بإنشاء هيئة المحطات النووية لتوريد الكهرباء.[3][4][5]
  - التعديلات:
    - قانون رقم 18 لسنة 1984.[6]
    - قانون رقم 210 لسنة 2017.[7][8]
    - قانون رقم 162 لسنة 2023.[9]

## المهام
تختص هيئة المحطات النووية لتوليد الكهرباء بالقيام بالمهام الآتية:
- تنفيذ وإدارة مشروعات محطات القوى النووية لتوليد الكهرباء.
- عقد اتفاقيات مع الجهات المماثلة في الداخل والخارج.
- إعداد وتأهيل الكوادر البشرية بالداخل والخارج.
- إنشاء محطات القوى النووية لتوليد الكهرباء وإزاله ملوحة المياه.
- إجراء البحوث والدراسات اللازمة لمشروعات إنشاء محطات القوى النووية.
- وضع أسس مواصفات مشروعات إنشاء محطات القوى النووية.

## أهمية البرنامج النووي المصري
كانت مصر من أوائل الدول التي أدركت من أوائل الخمسينات من القرن الماضي أهمية استخدام الطاقة النووية في توليد الكهرباء وإزالة ملوحة مياه البحر للمساهمة في تعظيم الاستفادة من موارد مصر من الطاقة الأولية والمياه العذبة من خلال:
- تنويع مصادر إنتاج الطاقة الكهربائية.
- تطوير الصناعة الوطنية والارتقاء بها للمستوى العالمي ونقل وتوطين التكنولوجيا.
- وضع مصر كدولة رائدة في منطقة الشرق الأوسط وقارة أفريقيا على خريطة الدول المتقدمة وخصوصاً في المجالات المرتبطة بالتطبيقات السلمية للطاقة النووية.
- الحفاظ على موارد الطاقة من البترول والغاز الطبيعي وهي موارد ناضبة وغير متجددة ولذا يجب التعامل معها بحرص وحكمة حتى لا نحرم الأجيال القادمة من مصادر هامة للتنمية المستدامة والمستقلة.
- تعظيم القيمة المضافة من استخدام البترول والغاز الطبيعي كمادة خام لا بديل لها في الصناعات البتروكيميائية والأسمدة وقطاع النقل بدلاً من حرقها لتوليد الكهرباء.
- تخفيض معدلات استيراد المنتجات البترولية لكافة الاستخدامات التي تتزايد عاماً بعد عام رغم التوسع في استخدام الغاز الطبيعي، والتي أصبحت مصر مستورد صاف لها في السنوات الأخيرة.

## مشروع المحطة النووية بالضبعة

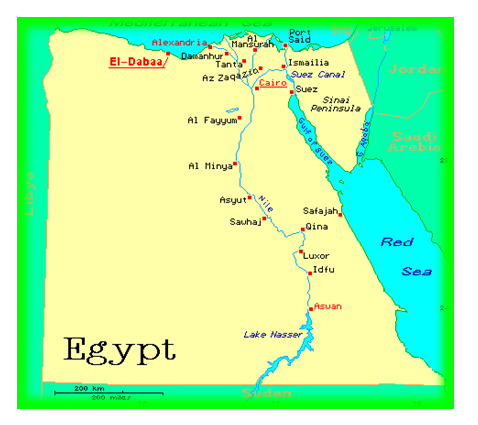
مشروع المحطة النووية بالضبعة

أَثمرت جهود مصر وحكوماتها على مدار سنوات طويلة سعياً للدخول في المجال النووي عن إعطاء إشارة البدء لإنشاء محطة الضبعة النووية ومن المخطط أن يتم بناء أربعة وحدات روسية من نوعية الماء العادي المضغوط بقدرة 1200 ميجا وات (AES-2006) وينتمي هذا المفاعل إلى نوعية مفاعلات الماء المضغوط (مفاعلات الجيل الثالث GEN 3+) والتي تعد حالياً من أحدث المفاعلات على مستوي العالم. 
ويجري حالياً تنفيذ المشروع في موقع الضبعة على مسافة 150 كم غرب مدينة الإسكندرية علي ساحل البحر الأبيض المتوسط  في شمال جمهورية مصر العربية، وتم الاتفاق بين هيئة المحطات النووية لتوليد الكهرباء وشركة روساتوم الروسية كمقاول رئيسي للمشروع على عدد من العقود وهى العقد الرئيسي EPC للبناء والتشييد والإنشاء وعقد توريد الوقود وعقد دعم التشغيل والصيانة وكذلك عقد الوقود المستنفد.

### مراحل تنفيذ مشروع المحطة النووية بالضبعة
يتم التنفيذ على عدة مراحل هي:

#### المرحلة الأولي
وهي المرحلة التحضيرية التي يمر بها المشروع الآن والتي بدأت منذ ديسمبر 2017 وتستمر حوالي عامين ونصف تقريباً والتي تهدف إلى تجهيز وتهيئة الموقع لإنشاء المحطة النووية.
وجدير بالذكر أنه تم اختيار مشروع المحطة النووية بالضبعة كأحد أفضل 3 مشروعات نووية من حيث الإنطلاقة علي هامش انطلاق فعاليات الدورة الحادية عشر لأكبر مؤتمر ومعرض نووي علي مستوي العالم «روساتوم إكسبو2019» الذي عقد بمدينة سوتشي الروسية، وتعتبر هذه الجائزة الأولي من نوعها التي يحصل عليها مشروع نووي بمنطقة الشرق الأوسط.

#### المرحلة الثانية
مرحلة الإنشاءات وهى المرحلة التي يمر بها المشروع الآن وبدءت هذه المرحلة بعد الحصول على إذن بدء الإنشاء للوحدة النووية الأولى من هيئة الرقابة النووية والإشعاعية في 29 يونية 2022 وتشمل كافة الأعمال المتعلقة بالبناء والتشييد وتدريب العاملين والاستعداد للبدء في اختبارات التشغيل.

#### المرحلة الثالثة
وهي المرحلة الأخيرة بعد الحصول على إذن اختبارات ما قبل التشغيل والتي تشمل إجراء اختبارات التشغيل وبدء التشغيل الفعلي وتستمر هذه المرحلة حتي التسليم المبدئي للوحدة الاولي وإصدار ترخيص التشغيل
ويرتبط تقدم العمل بالمشروع ارتباطاً مباشراً باستخراج التراخيص حيث أن استخراجها يهدف للتأكد من استيفاء كافة الأوراق القانونية اللازمة من أجل سلامة وأمان المحطة.
وعليه فإن الهيئة تقوم باستخراج كافة التراخيص والأذونات المطلوبة والمتعلقة بالموقع وتصميم المفاعل والإنشاء وتجارب بدء التشغيل والتشغيل التجاري.

## علامات بارزة
قامت جمهورية مصر العربية بالعديد من الإجراءات والأنشطة لتدعيم بنيتها النووية التحتية وتأهيلها لتكون قادرة علي تنفيذ وتشغيل مشروعات محطات القوي النووية بكفاءة وأمان وموثوقية عالية. ويوضح الجدول التالي المعالم البارزة للبرنامج النووي المصري التي اتُخِذت لإنشاء المحطات النووية لتوليد الكهرباء.
| إنشاء لجنة الطاقة الذرية | 1955           |
| إنشاء مؤسسة الطاقة الذرية | 1957           |
| شاركت مصر في تأسيس الوكالة الدولية للطاقة الذرية وفى وضع الأساس الذي تقوم عليه صلاحياتها ودعم الاستخدامات السلمية للطاقة النووية. | 1957           |
| إنشاء أول مفاعل نووي للأبحاث حمل اسم مفاعل البحث والتدريب التجريبي (ETRR-1) والذي تم الحصول عليه من الاتحاد السوفيتي وتم افتتاح المفاعل في أنشاص في عام 1958. | 1958           |
| إنشاء قسم الهندسة النووية بجامعة الإسكندرية | 1963           |
| طرح مناقصة عالمية لمشروع إنشاء محطة نووية لتوليد الكهرباء بقدرة 15 ميجا ولت وتحلية مياه البحر بمنطقة سيدى كرير. | 1964           |
| إصدار خطاب نوايا إلى الشركة الأولى في المناقصة. | 1966           |
| حرب يونية 1967 وتوقف المشروع | 1967           |
| طرح مناقصة محدودة بين الشركات الأمريكية لإنشاء محطة نووية لتوليد الكهرباء بقدرة 600 ميجاوات في منطقة سيدي كرير. | 1974           |
| إنشاء هيئة المحطات النووية لتوليد الكهرباء | 1976           |
| إنشاء المجلس الأعلى للطاقة | 1976           |
| إنشاء هيئة المواد النووية | 1977           |
| توقف المشروع نتيجة حادث مفاعل ثرى مايلز آيلاند بالولايات المتحدة الأمريكية | 1979           |
| اختيار موقع الضبعة لإنشاء محطة مصر النووية | 1980           |
| تصديق مصر على اتفاقية حظر انتشار الأسلحة النووية. | 1981           |
| صدور القرار الجمهوري بتخصيص موقع الضبعة لإقامة مشروع المحطة النووية | 1981           |
| إقرار المجلس الأعلى للطاقة للبرنامج النووي المصري | 1981           |
| إنشاء صندوق لدعم مشروعات الطاقة البديلة | 1981           |
| طرح مناقصة عالمية لإنشاء محطة نووية لتوليد الكهرباء بقدرة 1000 ميجاوات | 1983           |
| توقف المشروع بعد حادثة تشرنوبل في أوكرانيا بالاتحاد السوفيتي السابق. | 1986           |
| تشغيل مفاعل الأبحاث الثاني بقدرة 22 ميجاوات حراري بإنشاص. | 1998           |
| فتح حوار وطني لدراسة استخدام الطاقة النووية في توليد الكهرباء | 2006           |
| إعادة تشكيل المجلس الأعلى للطاقة برئاسة السيد رئيس مجلس الوزراء | 2006           |
| إعلان قرار مصر الاستراتيجي ببناء عدد من المفاعلات لتوليد الكهرباء | 2007           |
| تشكيل المجلس الأعلى للاستخدامات السلمية للطاقة النووية برئاسة السيد رئيس الجمهورية | 2007           |
| اختيار شركة "وورلي بارسونز" كاستشاري للمشروع | 2009           |
| إعداد وثائق ترخيص موقع الضبعة لإنشاء المحطة النووية الأولى والتقدم بها لهيئة الرقابة النووية والإشعاعية. | 2010           |
| صدور القانون رقم (7) لسنة 2010 بتنظيم الأنشطة النووية والإشعاعية. | 2010           |
| الانتهاء من إعداد المواصفات الفنية ووثائق طرح المناقصة. | 2011           |
| انشاء هيئة الرقابة النووية والاشعاعية والتي تتبع رئيس مجلس الوزراء وتباشر أعمال التنظيم والرقابة على كافة أنشطة الاستخدام السلمي للطاقة النووية. | 2012           |
| - تلقت مصر ثلاثة عروضاً فنية وتمويلية من كل من روسيا والصين وكوريا الجنوبية واتضح أن العرض الروسي هو أفضل العروض المقدمة. - بتاريخ 19 نوفمبر 2015 تم توقيع الاتفاقية الحكومية بين جمهورية مصر العربية ممثلة في هيئة المحطات النووية لتوليد الكهرباء ودولةروسيا الإتحادية ممثلة في شركة روس آتوم الروسية العاملة في مجال إنشاء المحطات النووية | 2015           |
| التفاوض مع الجانب الروسي لإنشاء وتشغيل والإمداد بالوقود وتخزين الوقود المستنفد لمحطة نووية مكونة من أربع وحدات بقدرة 1200 ميجا وات للوحدة الواحدة من المفاعلات.VVER 1200 | 2016 / 2017    |
| تم توقيع العقد الرئيسي للهندسة والإنشاءات والتوريدات (EPC). | ديسمبر 2016    |
| في 25 فبراير 2017 كجزء من التوعية العامة والقبول بمشروع محطة الضبعة للطاقة النووية، أقيم حفل عام كجزء من الحوار المجتمعي للمشروع بحضور معالي الوزير. د. محمد شاكر وزير الكهرباء والطاقة المتجددة ومحافظ مطروح وكذلك بمشاركة شرائح سكان الضبعة وجميع أصحاب المصلحة المحليين                                                                   | 25 فبراير 2017 |
| دخول عقود المشروع حيز النفاذ وبدء المرحلة الأولى للمشروع وهي المرحلة التحضيرية | ديسمبر 2017    |
| إصدار إذن قبول اختيار موقع الضبعة (SAP) من هيئة الرقابة النووية والإشعاعية المصرية. | مارس 2019      |
| أنهى فريق خبراء الوكالة الدولية للطاقة الذرية مهمة مراجعة البنية التحتية النووية. | نوفمبر 2019    |
| المشروع النووي المصري يحصل على جائزة ضمن أفضل 3 مشروعات عالمية من حيث الانطلاقة | 2019           |
| البدء في إنشاء الرصيف البحري لاستقبال معدات محطة الضبعة النووية | 2020           |
| بدء تصنيع المعدات طويلة الأجل وعلى رأسها مصيدة قلب المفاعل | أغسطس 2021     |
| بدء تدريب الكوادر المصرية على أعمال التشغيل والصيانة | سبتمبر 2021    |
| حصلت هيئة المحطات النووية لتوليد الكهرباء على جائزة أفضل فريق عمل (فريق الإشراف على تنفيذ مشروع الضبعة) وفاز المشروع بالمركز الأول في جائزة مصر للتميز الحكومي في دورتها الثانية | أكتوبر 2021    |
| الحصول على إذن الإنشاء للوحدة النووية الأولى لمحطة الضبعة النووية | يونيه 2022     |
| الصبة الخرسانية الأولى للوحدة النووية الأولى بمحطة الضبعة النووية | يوليو 2022     |
| الحصول على إذن الإنشاء للوحدة النووية الثانية لمحطة الضبعة النووية | أكتوبر 2022    |
| الصبة الخرسانية الأولى للوحدة النووية الثانية بمحطة الضبعة النووية | نوفمبر 2022    |
| الموقع الإلكتروني لهيئة المحطات النووية لتوليد الكهرباء ضمن أفضل مواقع إلكترونية حكومية متميزة بمسابقة مصر للتميز الحكومي لعام 2023 | مارس 2023      |
| الصبة الخرسانية الأولى للوحدة النووية الثالثة بمحطة الضبعة النووية | مايو 2023      |

### اختيار شركة روس أتوم الروسية
تعتبر روسيا حالياً واحدة من أكثر الدول المصدرة للمفاعلات النووية ولديها مشاريع حالية لمحطات نووية تحت الإنشاء في كل من بنجلاديش وبيلاروسيا وفنلندا والمجر والصين والهند وتركيا. كما تمتلك شركة روساتوم الروسية خبرات متراكمة في مجال إنشاء وتشغيل المحطات النووية حيث قامت بتصدير العديد من المحطات النووية قيد التشغيل يبلغ عددها (96) مفاعلاً من الطرازات الروسية المختلفة تعمل بكفاءة في (14) دولة.

### أثر المشروع على الدخل القومي المصري
يؤدي تنفيذ المشروع النووي المصري الي تأثيرات إيجابية عديدة علي الدخل القومي المصري وذلك من النواحي الآتية:
- تنفيذ برنامج إنشاء المحطات النووية وتشغيلها وصيانتها سيحتاج الي الآلاف من الأيدي العاملة المدربة علي جميع المستويات المهنية مما يقلل من نسبة البطالة وينعكس إيجابيا علي الدخل القومي للبلاد، حيث:
- يشارك في أعمال إنشاء المحطة عدد يتراوح بين 5000 – 6000 شخص ولمدة 6 سنوات متصلة للوحدة الواحدة وفي حالة تنفيذ 4 وحدات تستمر أعمال الإنشاء حوالى 10 سنوات.
- كما يشارك في تشغيل وصيانة الوحدة الواحدة حوالى 1000 شخص، وفي حالة تنفيذ 4 وحدات يصل العدد إلى 4000 شخص على مدار العمر التشغيلي للمحطة النووية وهو 60 عاما.
- توفير فرص عمل في الصناعات المكملة والمساعدة لمختلف أنواع الورش (حدادة – كهرباء – سباكة – نجارة....).
- سيؤدي البرنامج إلى إدخال صناعات جديدة عديدة كما سيرفع من جودة الصناعة المصرية المتاحة حاليا بما يتمشى مع معدلات الجودة المطلوبة للصناعات النووية. وهذا سيؤدي بالضرورة إلى طفرة كبيرة في إمكانيات الصناعة المحلية وقدرتها التنافسية في السوق المحلي والعالمي مما يؤدي إلى تحسين الدخل القومي وتحسين فرص الاكتفاء الذاتي.
- التوسع في إنشاء واستخدام المحطات النووية لتوليد الكهرباء سيؤدي إلي خفض معدلات استهلاك الغاز الطبيعي والبترول، واستخدامها في صناعات البتروكيماويات مما يؤدي إلى رفع القيمة المضافة لها، وهو ما يشكل عوامل دعم للدخل القومي.
- إنتاج الكهرباء من محطات القوي النووية سيؤدي إلى خفض مقدار الدعم الذي توفره الحكومة لإمداد المستهلك بالكهرباء وهو ما سيكون له مردوداً إيجابياً على الدخل القومي للبلاد،
- تحقيق نسبة مشاركة محلية لا تقل عن 20% للوحدة الأولى تزداد تدريجياً مع زيادة عدد الوحدات لتصل إلى 35% للوحدة الرابعة.

### الإنجازات
تم اختيار مشروع المحطة النووية بالضبعة كأحد أفضل 3 مشروعات نووية من حيث الانطلاقة علي هامش انطلاق فعاليات الدورة الحادية عشر لأكبر مؤتمر ومعرض نووي علي مستوي العالم «روساتوم إكسبو» الذي عقد بمدينة سوتشي الروسية، وتعتبر هذه الجائزة الأولي من نوعها التي يحصل عليها مشروع نووي بمنطقة الشرق الأوسط.
وتأتي الجائزة تتويجاً لجهود مصر في الوصول إلي أفضل مواصفات وشروط تم التعاقد عليها مع الشريك الروسي المنفذ للمحطة النووية بالضبعة.
استمرارا لسلسلة الإنجازات والطفرة الكبيرة التى تشهدها هيئة المحطات النووية بقيادة الاستاذ الدكتور/  أمجد الوكيل رئيس مجلس إدارة الهيئة حصل فريق مشروع محطة الضبعة للطاقة النووية على جائزة أفضل فريق عمل على مستوى الجمهورية بجائزة مصر للتميز الحكومي هذا وقد تسلم الجائزة المهندس محمد رمضان نائب رئيس مجلس إدارة الهيئة للتشغيل والصيانة.

## انظر ايضاً
- الطاقة النووية في مصر
- هيئة المواد النووية
- هيئة الطاقة الذرية
- الجهاز التنفيذي للإشراف على مشروعات المحطات النووية
- هيئة الرقابة النووية والإشعاعية